# Капелль, Гийом
Гийом Антуан Бенуа, барон Капелль (фр. Guillaume Antoine Benoît, baron Capelle; 9 сентября 1775, Саль-Кюран — 25 октября 1843, Монпелье) — французский государственный деятель.
При Наполеоне был префектом, во время Реставрации — одним из наиболее усердных агентов кабинета Виллеля, в особенности по подготовке выборов. В кабинете Полиньяка он был министром общественных работ. 
Он подписал июльские ордонансы, но во время революции успел скрыться и заочно был приговорён к пожизненному заключению. Через несколько лет он был прощён, но не играл более почти никакой роли.